# Гармонь (фильм)
«Гармо́нь» — чёрно-белый художественный фильм по одноимённой поэме Александра Жарова.

## Сюжет
Весёлый деревенский гармонист Тимофей Дудин, или попросту Тимошка, избран секретарём комсомольской ячейки. Этот высокий пост, по его мнению, несовместим с игрой на гармони. Но отсутствие его весёлых песен на руку классовым врагам, и Тимошка снова берёт гармонь в руки…

## В ролях
- Зоя Фёдорова — Марусенька
- Пётр Савин — Тимошка
- Игорь Савченко — сын кулака
- Николай Горлов — Митя
- Николай Ярочкин
- Николай Зырянов
- Пётр Горелов
- Ляля Сатеева

## Съёмочная группа
- Авторы сценария: Александр Жаров и Игорь Савченко
- Режиссёр: Игорь Савченко
- Операторы: Евгений Шнейдер, Юлий Фогельман
- Художник: Валентина Хмелёва
- Композитор: Сергей Потоцкий

## Технические данные
- Цвет: чёрно-белый
- Звук: моно